# The Professor and the Madman
The Professor and the Madman ist eine Filmbiografie des iranisch-amerikanischen Regisseurs Farhad Safinia (unter dem Pseudonym P.B. Shemran) aus dem Jahr 2019. Der Film basiert auf dem Buch The Surgeon of Crowthorne von Simon Winchester. In den Hauptrollen sind Mel Gibson und Sean Penn zu sehen.

## Handlung
Im Jahr 1857 beginnt Philologie-Professor James Murray, Wörter für die erste Ausgabe des Oxford English Dictionary zu sammeln. Murray will neben der Hochsprache auch die Sprache des einfachen Volkes in das Werk aufnehmen, und jedes Wort mit einem Beispielzitat sowie seiner etymologischen Herleitung verzeichnen. Hilfe bei diesem Mammutvorhaben bekommt er von einem ominösen Dr. William C. Minor, der ihm über die Jahre 10.000 Beiträge schickt. Murray erfährt erst viel später, dass sein Unterstützer wegen Mordes in einer Hochsicherheits-Psychiatrie für Straftäter einsitzt.

## Rezeption
Jay Weissberg von der Variety schrieb, dass Gibson gut sei, aber alles andere in dem Film nicht funktioniere. Die Dialoge seien uninspiriert und der Schnitt schlecht.